# (35543) 1998 FU99
1998 FU99 (asteroide 35543) é um asteroide da cintura principal. Possui uma excentricidade de 0.16739070 e uma inclinação de 5.35874º.
Este asteroide foi descoberto no dia 31 de março de 1998 por LINEAR em Socorro.